# Mistress
Mistress is een komische film uit 1992 van regisseur Barry Primus, die ook zelf het scenario schreef. De hoofdrollen worden vertolkt door Robert De Niro, Danny Aiello, Martin Landau, Eli Wallach en Robert Wuhl. De Niro is tevens producer van de film.

## Verhaal
Marvin Landisman is een scenarist en heeft nog een oud scenario op zak. Wanneer filmproducer Jack Roth het scenario leest, wil hij het verfilmen. Landisman en Roth gaan op zoek naar rijke mensen, die in de film willen investeren. Uiteindelijk vinden ze Evan M. Wright, George Lieberhof en Carmine Rasso. De drie heren willen investeren maar hebben eisen. Zo willen ze allemaal dat hun maîtresse een rol krijgt in de film.
Landisman wordt verplicht het scenario te herschrijven zodat het aan de eisen van de heren voldoet. Maar dan blijkt dat er niets meer van het originele verhaal overblijft.

## Rolverdeling
| Acteur         | Personage        |
| -------------- | ---------------- |
| Robert Wuhl    | Marvin Landisman |
| Martin Landau  | Jack Roth        |
| Robert De Niro | Evan M. Wright   |
| Eli Wallach    | George Lieberhof |
| Danny Aiello   | Carmine Rasso    |

## Trivia
- Regisseur/scenarist Barry Primus liep al lange tijd met het scenario van de film rond. Pas wanneer Robert De Niro het las en besloot om er in mee te spelen werd het ook daadwerkelijk verfilmd.